# Volker Becker
Volker Becker (* 12. Dezember 1946) ist ein ehemaliger deutscher Fußballspieler.

## Karriere
Der aus der Nachwuchsmannschaft von Tasmania Berlin hervorgegangene Becker rückte zur Saison 1965/66 in die erste Mannschaft auf, die vom DFB überraschend und anstelle von Hertha BSC, die aufgrund schwerer Verstöße gegen die Statuten in die Regionalliga Berlin zurückversetzt wurde, in die höchste deutsche Spielklasse, der Bundesliga, aufgenommen wurde. Sein Debüt gab er am 23. Oktober 1965 (10. Spieltag) bei der 0:3-Niederlage im Auswärtsspiel gegen den Meidericher SV. Danach wurde er über drei Monate lang nicht eingesetzt; erst an den letzten fünf Spieltagen, als seine Mannschaft bereits als Absteiger feststand, spielte er wieder. Dabei wirkte er auch im zweiten und letzten gewonnenen Punktspiel, dem 2:1-Sieg im Heimspiel gegen Borussia Neunkirchen, mit; verursache jedoch in diesem Spiel einen Handelfmeter für Borussia Neunkirchen. Er bestritt anschließend von 1966 bis 1969 noch 76 Punktspiele in der Regionalliga Berlin, in denen er ein Tor erzielte. Er bestritt ferner acht Spiele in der Aufstiegsrunde zur Bundesliga und verließ den Verein, nachdem dieser nur den vierten Platz belegt hatte.
Zur Saison 1969/70 wechselte er zum österreichischen Regionalligisten Schwarz-Weiß Bregenz, mit dem er am Saisonende seiner Premierensaison Meister der Regionalliga Ost wurde und in die Nationalliga aufstieg. Seine letzte Saison absolvierte er abstiegsbedingt erneut in der Regionalliga Ost.
Zur Saison 1971/72, nach Deutschland zurückgekehrt, wechselte er zum Regionalligisten Tennis Borussia Berlin, für den er auch ein Spiel um den DFB-Pokal bestritt, und in seiner letzten Saison dazu beitrug, das der Verein zur Saison 1974/75 in die Bundesliga aufstieg.